# 萨菲德山脉

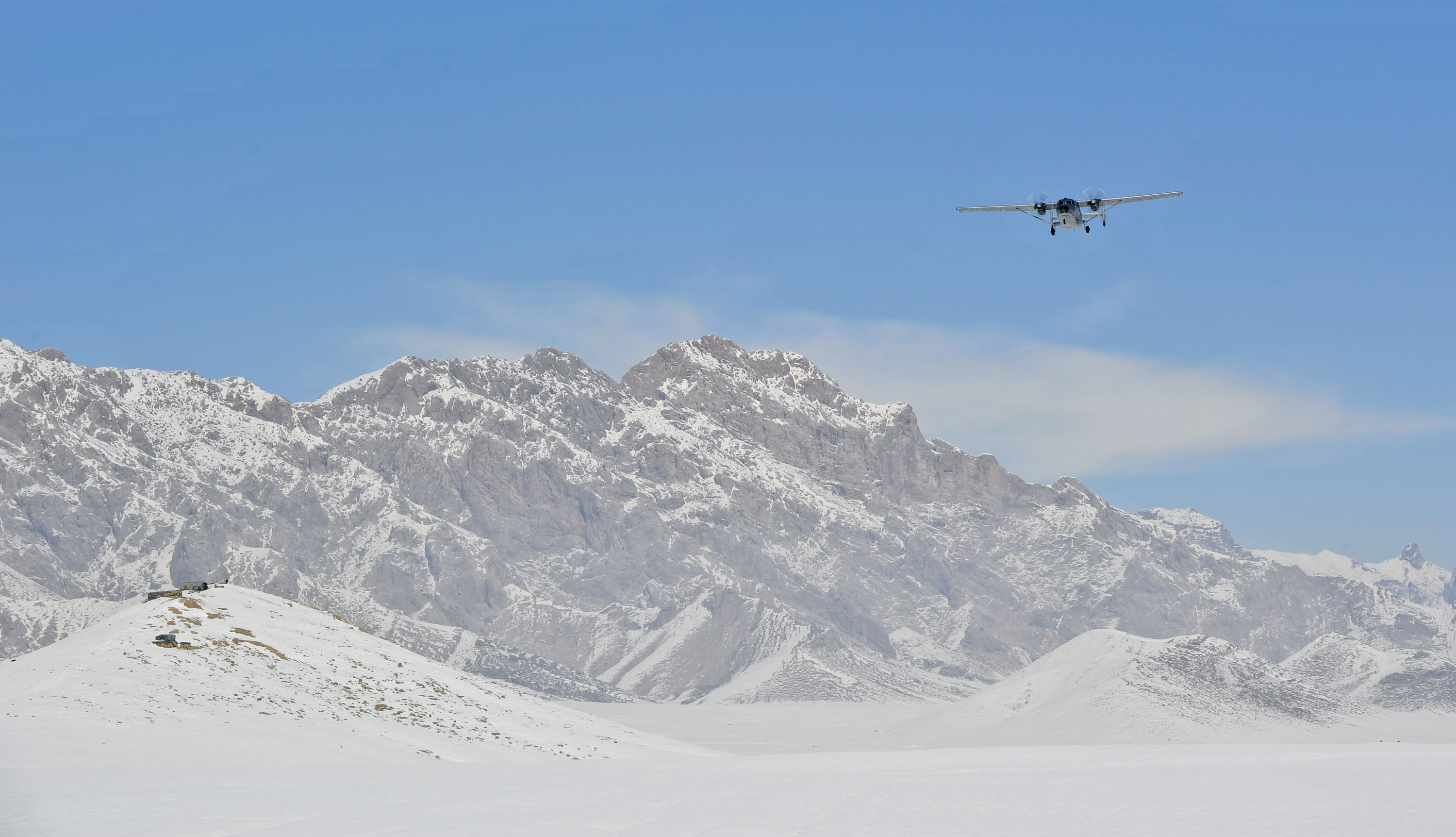
萨菲德山脉

萨菲德山脉 (達利語：‎ ）是位于興都庫什山脈南部的一個山脉。它東至阿富汗东部，西至巴基斯坦开伯尔-普什图省，萨菲德山脉實際上起到阿富汗與巴基斯坦之間的天然國界的作用。其最高峰是位于杜兰线附近的西卡拉姆山，其海拔高度為4,755米（15,600英尺）。 